# Typ 69
Typ 69 – chiński czołg podstawowy. Zmodernizowana wersja czołgu Typ 59.

## Historia
Pod koniec lat 50. ChRL otrzymała od ZSRR licencje na produkcje czołgu T-54. W następnych latach w Chinach powstawały kolejne wersje tego czołgu znane na świecie pod wspólną nazwą Typ 59.
W 1982 roku podczas defilady w Pekinie zaprezentowano nową wersję tego czołgu, która została oznaczona jako Typ 69. Czołgi tego typu są prawdopodobnie produkowane od przełomu lat 60. i 70. i są odpowiednikami radzieckich T-55. Na początku lat 80. Chińczycy za pośrednictwem Arabii Saudyjskiej, sprzedawali znaczne liczby czołgów typu 69 Irakijczykom, którzy uzupełniali straty ponoszone w wojnie z Iranem.

## Wersje
- Typ 69-I – wersja z armatą gładkolufową kalibru 100 mm
- Typ 69-II – wersja z armatą gwintowaną kalibru 100 mm
- Typ 79 – wersja z armatą gwintowaną kalibru 105 mm, prawdopodobnie posiada także odmienny układ napędowy niż Typ 69
- ? – samobieżny zestaw przeciwlotniczy uzbrojony w dwie armaty automatyczne kalibru 37 mm
- Typ 80 – samobieżny zestaw przeciwlotniczy uzbrojony w dwie armaty automatyczne kalibru 57 mm, odpowiednik radzieckiego ZSU-57-2
- Typ 84 – czołg mostowy
- Typ 653 – wóz zabezpieczenia technicznego

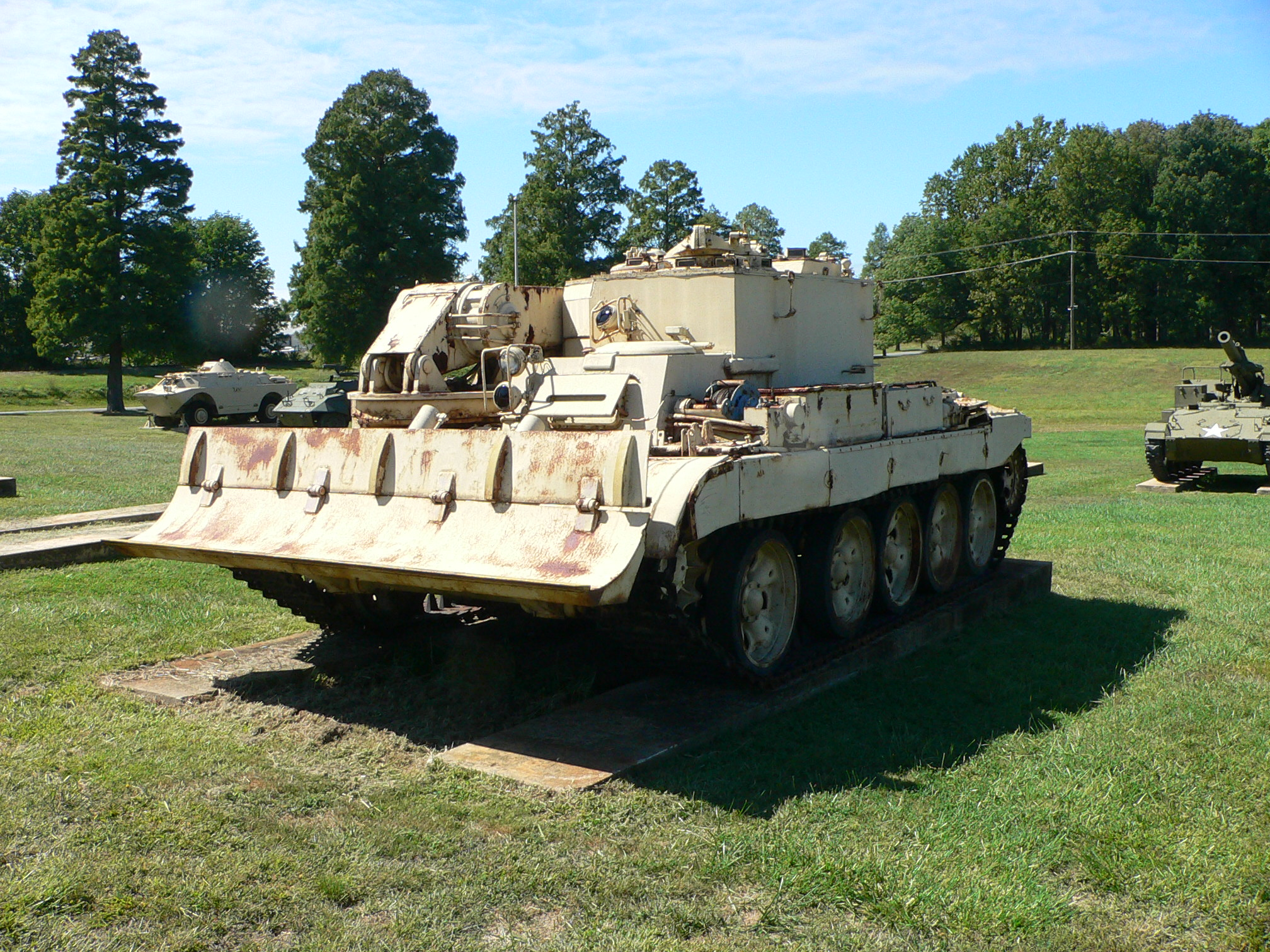
Wóz zabezpieczenia technicznego Typ 653